# Staffan Stigsjöö
Staffan Stigsjöö, född 29 december 1949, död 6 mars 2009, var en svensk ufolog och författare som under 1970-talet skrev tre böcker om UFOn. Han var även ordförande i Alingsås ufologiska sällskap.

## Böcker
- Tefatsfolket ser oss!
- Tefatsfolket - vänner eller fiender?
- Tefatsfolket har landat!